# Auguste Gratien
Auguste Gratien (22 octobre 1878 à Paris - 16 juillet 1945 à Saint-Leu-la-Forêt) est un homme politique français.

## Biographie
Gratien est maire de Gentilly de 1916 à 1934, conseiller général de la Seine de 1925 à 1935 et député de la Seine de 1928 à 1936.

## Source
- « Auguste Gratien », dans le Dictionnaire des parlementaires français (1889-1940), sous la direction de Jean Jolly, PUF, 1960 [détail de l’édition] [texte sur Sycomore]